# Epidendrum phyllocharis
Epidendrum phyllocharis är en orkidéart som beskrevs av Heinrich Gustav Reichenbach. Epidendrum phyllocharis ingår i släktet Epidendrum och familjen orkidéer. Inga underarter finns listade i Catalogue of Life.

## Bildgalleri

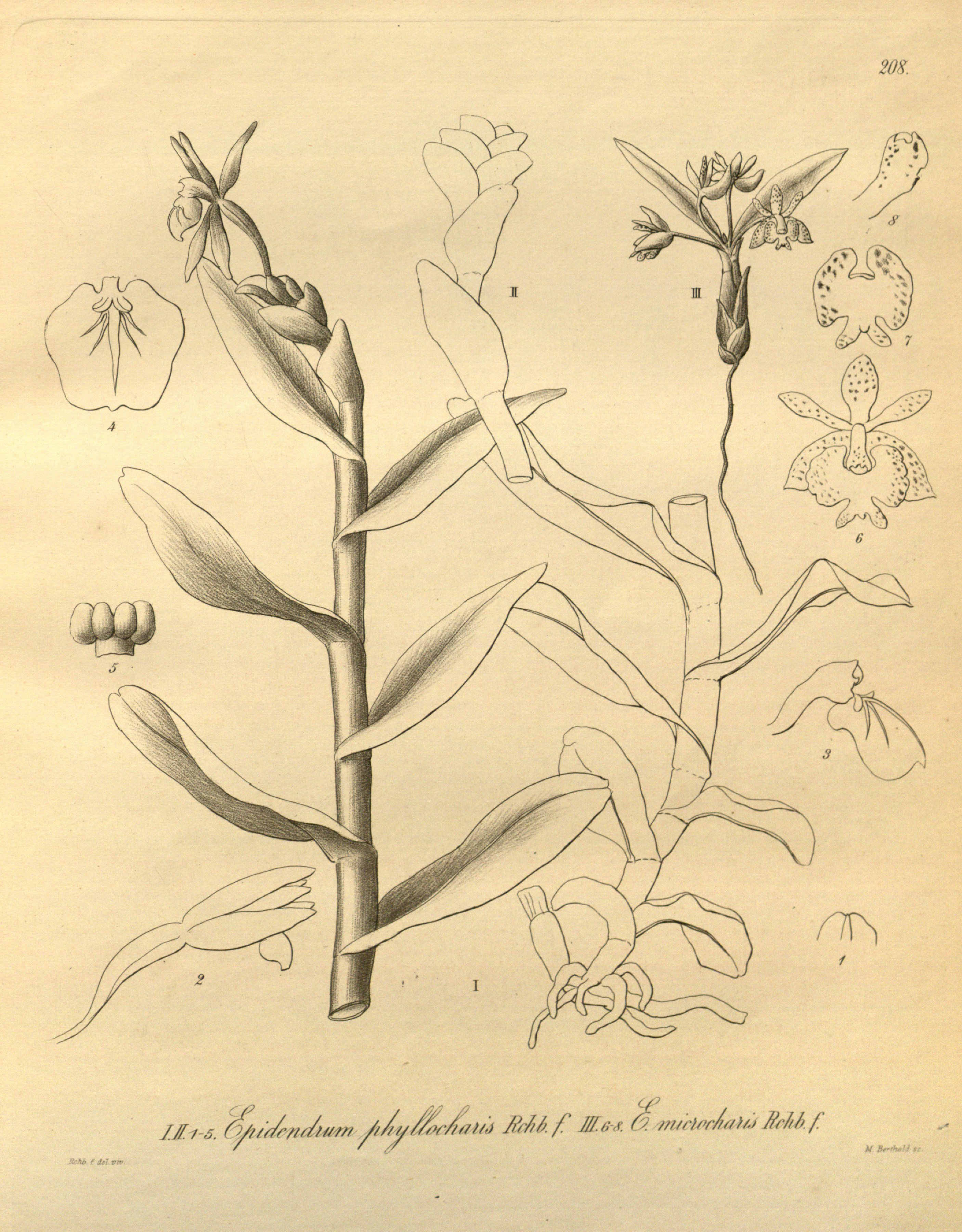